# 徐一鸣
徐一鸣（1943年—），汉族，中华人民共和国政治人物、第十一届全国政协委员。
担任上海市气象局学术委员会主任、华东区域气象科学指导委员会副主任。2008年，当选第十一届全国政协委员，代表中国科学技术协会，分入第二十三组。